# Тиуне, Даниэль
Даниэль Тиуне (нем. Daniel Thioune; род. 21 июля 1974, Георгсмариенхютте) — немецкий футболист; тренер. С февраля 2022 года — главный тренер «Фортуны».
Родился недалеко от Оснабрюка в Георгсмариенхютте в семье сенегальца и немки. На профессиональном уровне начал играть с 22 лет. Бо́льшую часть игровой карьеры провёл в двух клубах: «Оснабрюке» (1996—2002) и «Рот-Вайссе» Ален (2004—2010). В сезоне-2003/04 в составе «Любека» играл в полуфинале Кубка Германии.
В качестве игрока добивался повышения в классе в составе «Оснабрюка» и «Рот-Вайсса» Ален — выход во Вторую Бундеслигу (в 2000 и 2008 годах соответственно), в качестве тренера по итогам сезона-2018/19 вывел во Вторую Бундеслигу «Оснабрюк», став лучшим тренером Третьей лиги.
После окончания сезона-2019/20 возглавил «Гамбург», подписав двухлетний контракт, сменил проработавшего в Гамбурге год и не сумевшего вывести клуб в Первую Бундеслигу Дитера Хеккинга, под руководством которого играл в «Любеке». Уволен из «Гамбурга» 3 мая 2021 года, за три тура до конца чемпионата Второй Бундеслиги.
С 8 февраля 2022 года — главный тренер дюссельдорфской «Фортуны».
Первый чернокожий главный тренер в немецком профессиональном футболе.